# Chapelle Saint-Antoine et Saint-Maurice de Luthézieu
L'église de Luthézieu est une église située en France sur la commune de Belmont-Luthézieu, dans le département de l'Ain en région Auvergne-Rhône-Alpes.
Elle fait l’objet d'une inscription au titre des monuments historiques depuis le 11 août 1975.

## Présentation
L'édifice est inscrit au titre des monuments historiques en 1975. Une partie de la charpente de l'abside, ainsi que des tuiles, ont été changées en 2016.